# 中寨鎮
中寨鎮（ちゅうさいちん）は中華人民共和国湖南省懐化市新晃トン族自治県の鎮。

## 行政区画
- 中寨社区
- 中寨村
- 岑楓村
- 大寨村
- 計寨村
- 草場村
- 新賽村
- 賽容村
- 地堡村
- 中団村
- 公道村
- 恩渓村
- 江米村
- 半江村
- 溝渓村
- 祥沖村
- 省渓村
- 降渓村
- 牛場村
- 頭家村
- 岑蘭村

## 歴史
清のとき、ここは中和市と言いました。1956年、中寨郷を設立。1984年、中寨鎮に昇格。2015年10月、碧朗郷の安定渓村・約渓村・阿況村など及び李樹郷の竜塘村は中寨鎮に合併されます。

## 経済

### 名物・特産品
- たばこ
- 木材
- ジャガイモ

## 地理
中寨鎮は新晃トン族自治県東部に位置し、北は禾灘鎮と、東は米貝ミャオ族郷と、西は扶羅鎮・貢渓鎮と、南は貴州省天柱県とそれぞれ接している。
- 河川：中和渓